# Northern Sierra Madre Natural Park
Der nördliche Sierra Madre Natural Park liegt in der östlichen Philippinischen Kordillere, der dem Park seinen Namen gebenden Sierra Madre und ist der größte Naturpark der Philippinen. Er umfasst eine Fläche von 359.486 Hektar, diese unterteilt sich in 287.861 Hektar Landfläche und 71.625 Hektar marine Seegebiete, dass auch die Inseln Honeymoon und Dipudo mit einschließt. 
Der Naturpark wurde am 10. März 1997, unter dem Erlass der Regierung der Philippinen Nr. 978, eingerichtet. Im Jahre 2001 wurde der Status als geschütztes Gebiet per Gesetz bestätigt.
Der nördlichen Sierra Madre Natural Park (NSMNP) liegt innerhalb der Sierra Madre Biogeographische Zone (SMBGZ), die sich entlang der Ostküste der Insel Luzon entlangzieht.

## Geographie
Der Naturpark liegt im östlichen Teil der Provinz Isabela. Seine geographischen Koordinaten reichen von 15° 59′ 35" bis 18° 3′ 11" und 121° 17′ 35" bis 122° 33′ 29" östlicher Länge.
Im Norden wird er durch den Diktayan River, im Süden durch den Disabunga River begrenzt. Im Westen erreicht er das Cagayan Valley und im Osten erreicht er die Philippinensee. Die höchsten Berge im Naturpark sind Mt. Divilican (1,311 m), Mt. Cresta (1,672 m) und Mt. Palanan (1,184 m). Westlich des Naturparks liegt der Fuyot Spring National Park.

## Fauna
Es ist das größte Naturschutzgebiet des Landes und der reichste Naturpark der Philippinen in Bezug auf die Gen-, Arten- und Lebensraumvielfalt.
Die Bedeutung des Parks wird durch die Vielzahl von seltenen und gefährdeten Arten der Flora und Fauna unterstrichen. Dazu gehören Affenadler (Pithecophaga jefferyi), Goldkronen-Flughund (Acerodon jubatus), Streifenuhu (Bubo philippensis), Isabellpirol (Oriolus isabellae), Suppenschildkröte (Chelonia mydas), Unechte Karettschildkröte (Caretta caretta), Echte Karettschildkröte (Erethmochelys imbricata), Philippinen-Krokodil (Crocodylus mindorensis) und dem Dugong (Dugong dugon).
Eine endemische Säugetierart ist die Archboldomys die erstmals 1998 beschrieben wurde. Eine endemische Reptilienart im Northern Sierra Madre Natural Park ist der erstmals 2010 beschriebene Varanus bitatawa, der bis zu einer Länge von zwei Metern lang werden kann. In der Nähe der Stadtgemeinde Palanan kommen endemische Frösche der Art Platymantis taylori vor.
Auf den Inseln Honeymoon und Dipudo gibt es auch eine Population des recht raren Philippinenhuhns(Megapodius cumingii).

## Flora
Der Gebirgszug bietet einzigartige Lebensräume und die damit verbundenen Flora ist sehr reichhaltig, so z. B. Grasland, Bergwälder.
Der Naturpark ist Lebensraum für viele endemische und seltene Pflanzenarten. Zu den endemischen Pflanzen im Park die verschiedenen Arten der Familie Dipterocarp wie Shorea spp. und Hopea spp., verschiedene Orchideen wie Dendrobium aclinia, die Hülsenfrüchtbäume, Milletia longipes und ein Mitglied der Zitrus-Familie, Swinglea glutinosa.

## Meeresschutzgebiet
Das Meeresschutzgebiet des Northern Sierra Madre Natural Parks bietet ein ebenfalls abwechslungsreiches Artenspektrum.
Es werden auf einem Areal von 4.543 Hektar Korallenbänke mit 47 Korallenarten aufgezeichnet, auf über 3.270 Hektar stehen Seegraswiesen und in seinem Küstensaum stehen auf 741 Hektar Mangrovenwälder und dienen zum Beispiel dem Dugong (Dugong dugon) und dem Leistenkrokodil (Crocodylus porosus) als ein Lebensraum. Vom Dugong ist jedoch kein Bestand in dem Gebiet des Parks gesichert.
Die Riff- und Seegrasgebiete sind ein Lebensraum für über 30 Fischfamilien, die in über verschiedenen 200 Gattungen vorkommen. 80 % Prozent des Fischbestandes bilden Riffbarsche (Pomacentridae), Lippfische (Labridae), Doktorfische (Acanthurids) und Falterfische (Chaetodontidae). Es wird von einem Fischbestand von 9540 Fischen/Hektar ausgegangen.
An großen Meeressäugetieren kommen der Große Tümmler, der Ostpazifische Delfin, der Kurzflossen-Grindwal, der Pottwal und der Buckelwal in unterschiedlich großen Gruppen vor.

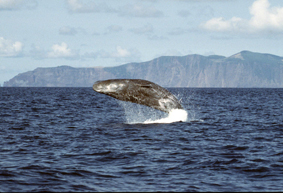
Springender Pottwal
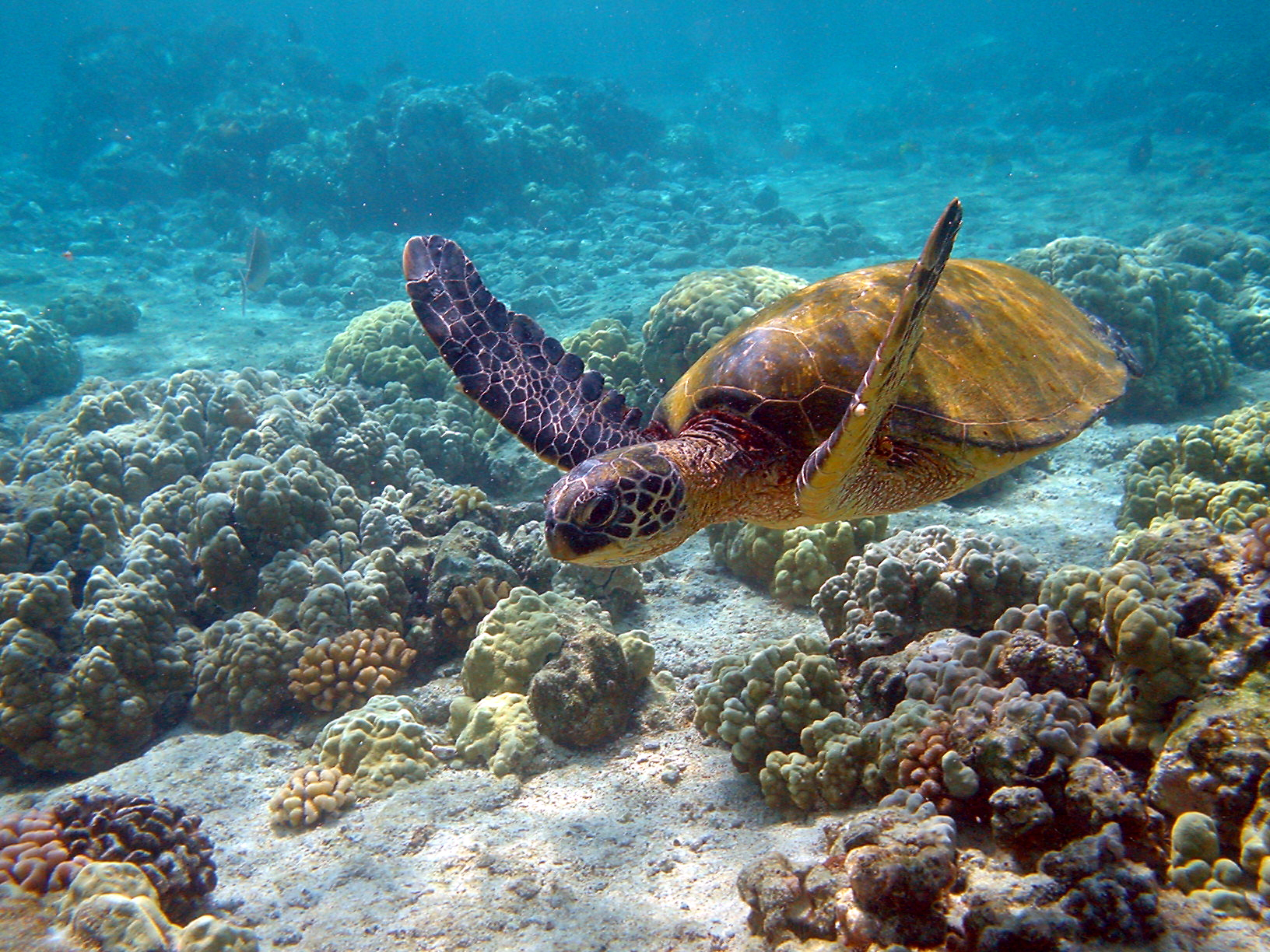
Suppenschildkröte
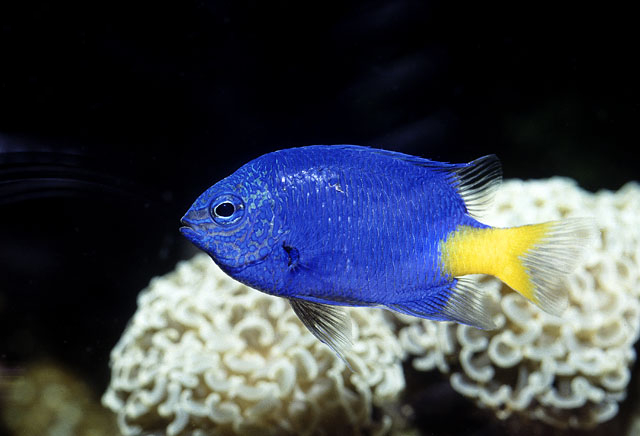
Riffbarsch